# ديفيد أوسوليفان
ديفيد أوسوليفان (16 نوفمبر 1944 في نيوزيلندا - ) (بالإنجليزية: David O'Sullivan) هو لاعب كريكت نيوزلندي. شارك مع منتخب نيوزيلندا الوطني للكريكت. أما مع النوادي، فقد لعب مع نادي مقاطعة دورهام للكريكت ‏ ونادي مقاطعة هامبشاير للكريكت ‏ وCentral Districts cricket team ‏.

## وصلات خارجية
- ديفيد أوسوليفان على موقع إي آس بي آن كريك إنفو (الإنجليزية)